# Dipleurinodes comorensis
Dipleurinodes comorensis là một loài bướm đêm trong họ Crambidae.